# Bogdan Kacmajor
Bogdan Kacmajor (ur. w 1954 w Elblągu) – założyciel Zboru Leczenia Duchem Świętym „Niebo”, uważany przez siebie i członków Zboru za wysłannika Boga. Uchodził za uzdrowiciela, a nawet cudotwórcę. 

## Życiorys
Bogdan Kacmajor uważał, że posiada absolutną moc uzdrawiania chorób poprzez „nakładanie rąk”, o czym miał dowiedzieć się od Boga w proroczym śnie. Chorych przyjmował od 1982 roku w Elblągu, a od 1984 w swoim gospodarstwie w Kruszewni koło Morąga. Po rozwodzie z pierwszą żoną i sprzedaży domu osiedlił się we wsi Majdan Kozłowiecki w 1990 roku. Tam powstał dom dla członków Zboru (jego rodziny oraz kilkudziesięciu byłych pacjentów).
W Zborze nosił imię Nie. Jego kolejna żona przybrała imię Bo (ich imiona składały się na wyraz Niebo), a ich dzieci nosiły imiona tworzące ciąg: Niebo – Idzie (ur. 1987 r.), Do (1988 r.), Nas (1990 r.), Co Dzień (1992 r.), Nowe (1993 r.), Świtem (1997 r.). Dziewczynka o imieniu Mądrość urodziła się w 2000 r.